# أبو البقاء الرندي
أبو البقاء صالح بن يزيد بن صالح بن موسى بن أبي القاسم بن علي بن شريف الرُّنْدِي الأندلسي (601 هـ -684 هـ الموافق: 1204 - 1285 م) هو من أبناء مدينة رندة بالأندلس وإليها نسبته.
عاشَ في النصف الثاني من القرن السابع الهجري، وعاصر الفتن والاضطرابات التي حدثت من الداخل والخارج في بلاد الأندلس وشهد سقوط معظم القواعد الأندلسية في يد الإسبان، وحياتُه التفصيلية تكاد تكون مجهولة، ولولا شهرة هذه القصيدة وتناقلها بين الناس ما ذكرته كتب الأدب، وإن كان له غيرها مما لم يشتهر، توفي في النصف الثاني من القرن السابع ولا نعلم سنة وفاته على التحديد.
وهو من حفظة الحديث والفقهاء. وقد كان بارعا في نظم الكلام ونثره. وكذلك أجاد في المدح والغزل والوصف والزهد. إلا أن شهرته تعود إلى قصيدة نظمها بعد سقوط عدد من المدن الأندلسية، واسمها «رثاء الأندلس». وفي هذه القصيدة التي نظمها ليستنصر أهل العدوة الإفريقية من المرينيين عندما أخذ ابن الأحمر محمد بن يوسف أول سلاطين غرناطة في التنازل للإسبان عن عدد من القلاع والمدن إرضاء لهم وأملا في أن يبقى ذلك على حكمه غير المستقر في غرناطة وتعرف قصيدته بمرثية الأندلس. ومطلع قصيدته:
ولا شك بأن الرندي تأثر في كتابه هذه القصيدة بـ «نونية البستي» التي مطلعها: «زيادة المرء في دنياه نقصان»، والتي تشبهها في كثير من الأبيات.
وقال عنه عبد الملك المراكشي في الذيل والتكملة كان خاتمة الأدباء في الأندلس بارع التصرف في منظوم الكلام ونثره فقيها حافظاً فرضياً له مقامات بديعة في شتى أغراض شتى وكلامه نظما ونثرا مدون

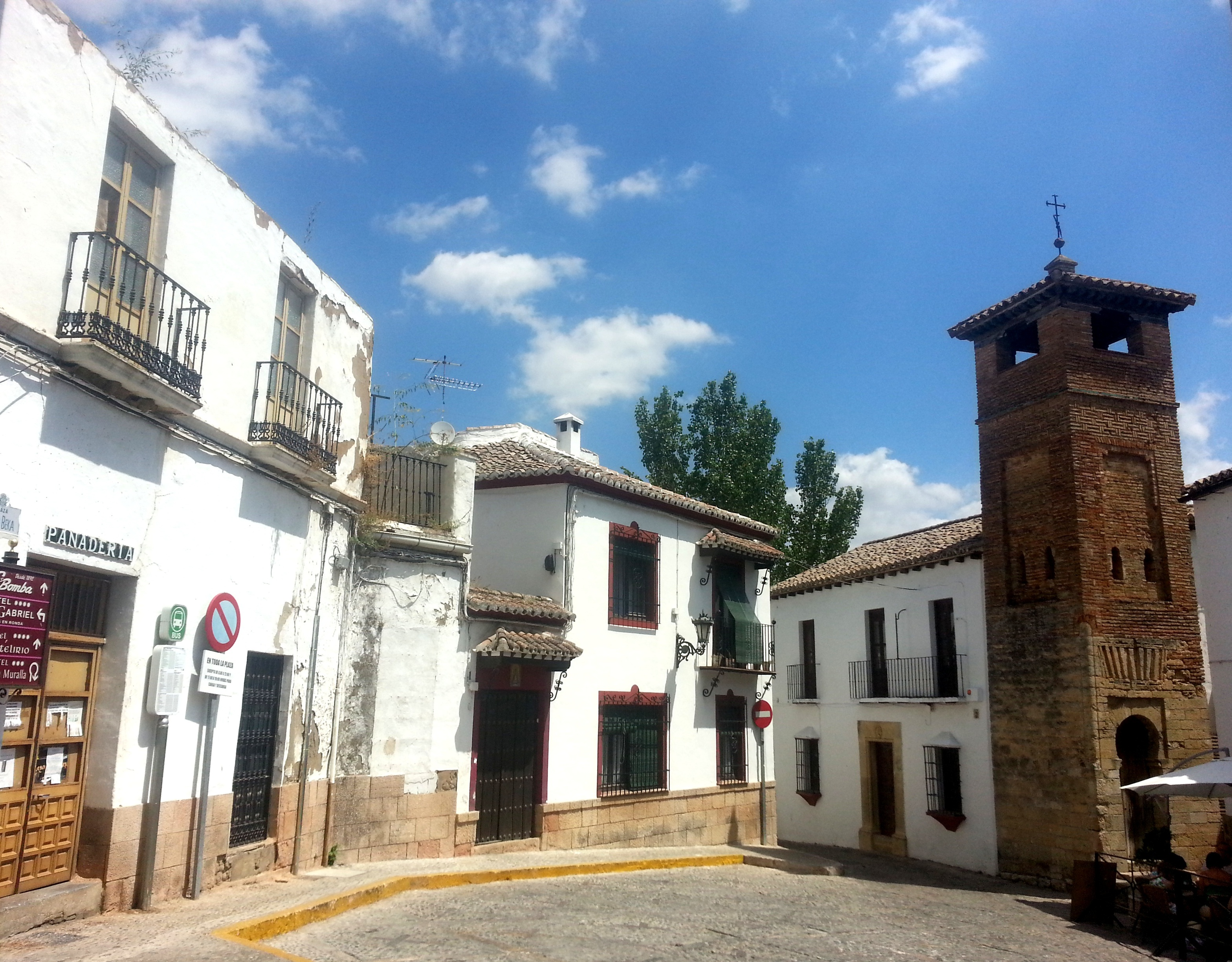
ساحة أبو البقاء الرندي بمدينة رندة
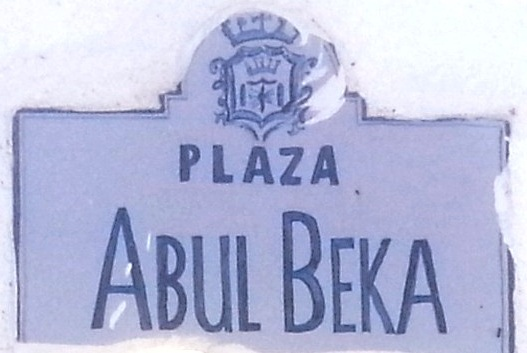

## روابط خارجية
- أبو البقاء الرندي على موقع بوابة الشعراء
- أبو البقاء الرندي على موقع موسوعة الديوان الشعرية
- أبو البقاء الرندي على موقع المكتبة المفتوحة (الإنجليزية)